# سردوگریو
سردوگریو (به بلغاری: Sredogriv) یک منطقهٔ مسکونی در بلغارستان است که در چوپرنه واقع شده‌است.
 سردوگریو   ۲۷۷ متر بالاتر از سطح دریا واقع شده‌است.